# Torrington (Connecticut)
Torrington – miasto w Stanach Zjednoczonych, w stanie Connecticut, w hrabstwie Litchfield.